# Jimmy Borgella
Pour les articles homonymes, voir Borgella.
Jimmy Borgella est gestionnaire culturel et jeune entrepreneur haïtien, né en novembre 1988 à Port-au-Prince. Il est directeur de la Bibliothèque de l'Université Quisqueya et fondateur du BIBLIOTHECOM qui est une compagnie haïtienne de services aux bibliothèques, centres de documentation, archives et musées. Directeur Général de Transandans Management Systems (TMS), une entreprise sociale spécialisée dans les services de management et les technologies de l’information et de la communication, propulsant ainsi le développement durable en Haïti. Cofondateur de l'Association des Bibliothécaires Documentalistes et Archivistes d'Haïti. Il est aussi fondateur et coordonnateur national du BIBLIOTHEQUE 2030.

## Biographie

### Engagement scolaire
De 2001 à 2008, Jimmy Borgella a fréquenté le Lycée Alexandre Pétion d’Haïti là où il a fondé le magazine culturel et littéraire Mardi Mag. Tout juste après ses études classiques, il s’est orienté à l’Institut national d’administration, de gestion et des Hautes études internationales, d'ou il a eu la brillante idée de fondé une compagnie de valorisation des arts plastiques en Haïti (Cie Compagnie d’Art).
En 2009, il avait intégré l’équipe du lycée comme bénévole pour la réouverture et l’animation de la bibliothèque, qui trop longtemps était restée fermée. En 2010, lança l’Association de jeunesse VIE Jeunes (Volontariat pour l’intégration et l’encadrement des jeunes), chargée d’apporter un soutien humanitaire et psychologique aux orphelins et adolescents livrés à eux-mêmes, traumatisés par les séquelles du cataclysme.

### Parcours Culturel
Après son expérience à Pétion, il  intègre en mars 2011 la Bibliothèque nationale d’Haïti comme fonctionnaire de l’État, par voie de concours. Depuis, il s'est frayé tout un chemin d’auto-formation, il suivait des cours et participait à des séminaires sur la gestion de projets, le leadership, la médiation à la lecture, le fundraising avec des institutions françaises comme l’École centrale de Lille, l’Association française des fundraisers, l’Institut français, etc. 
Pour Jimmy Borgella, une société moderne et prospère repose sur l’éducation qui promeut les valeurs culturelles, sociales et économiques". Dans la même année, il lance le programme "À Livres Ouverts" qui rassemble un millier de jeunes dans 18 centres d’animation du pays en vue d’un apprentissage académique et philosophique sur les actions de développement durable. Son association Vie Jeunes intègre l’Association des bibliothécaires documentalistes et archivistes d’Haïti dont il est l’un des membres fondateurs. Avec son collègue Taïna Tranquille Petit, du Programme «À Livres Ouverts» de l’organisation «VIE Jeunes», il a coordonné à l’été 2014, avec l’appui du Ministère de l’Éducation Nationale, le projet Camp National de Lecture où «VIE Jeunes» avait animé sous sa direction, 18 Centres de Lecture et d’animation. Cette activité poursuivait un triple objectif: maintenir les compétences en lecture des élèves de l’École Fondamentale; motiver les élèves à apprendre à lire et leur insuffler l’intérêt et le plaisir de la lecture cet créer une dynamique autour de la lecture à l’échelle nationale afin de valoriser cet apprentissage dans les communautés.
Jimmy Borgella se consacre de 2013 à 2014 a rassemblé des jeunes avec l’assistance technique du ministère de l’Education nationale autour de multiples camps de lecture. Il réunit des écoliers dans une vingtaine de communes durant l’été, autour de l’école fondamentale, les motive dans des programmes de lecture guidée et les oriente vers l’éducation civique.
En 2014, il crée l’Académie haïtienne de jeunes leaders, dont il est le président d’honneur, puis innove encore avec le projet le Réseau des jeunes ambassadeurs d’Haïti (RJAH) qui permet de mettre en valeur les jeunes talents haïtiens. Dix jeunes dans chacun des dix départements sont sélectionnés. Les quatre meilleures candidatures bénéficient d’un voyage à l’étranger.
Le Comité français des bibliothèques internationales et de la documentation (CFIBD) a félicité Jimmy Borgella pour cette promotion ainsi que la Direction nationale du Livre (Haïti) qui lui a remis en octobre 2015, sur recommandation de la ministre de la Culture, Dithny Joan Raton, une plaque d’honneur. Il a été invité en Afrique du Sud, en France et au Maroc pour prononcer des conférences sur les réalités sociales haïtiennes et l’impact sur l’éducation, Jimmy Borgella multiplie les tournées à l’extérieur présentant une autre image d’Haïti, celle de la reconstruction avec la participation de la nouvelle génération.

## Assises Nationales des Bibliothèques
Sous le chapeau de la Compagnie haïtienne de services aux bibliothèques (BIBLIOTHECOM) de concert avec l’association des bibliothécaires, documentaristes et archivistes d’Haïti (ABDAH), la première édition des Assises nationales des bibliothèques sur le thème «Bibliothèques, politiques publiques de la culture et accès à l’information» a été lancé officiellement le jeudi 25 janvier 2018, à la Direction nationale du livre (DNL). Cette première édition a été organisée à l’Université Quisqueya (UNIQ) du 26 au 28 janvier 2018.

## Distinctions et Reconnaissances
- En septembre 2015, il a été classé parmi les 30 jeunes leaders mondiaux de moins de 30 ans par l’association internationale de l’alphabétisation ( ILA).
- 2015-2019, il a été élu pour un mandat de 4 ans au Comité permanent de Section Alphabétisation et Lecture de la Fédération Internationale des Associations de Bibliothèques[7].
- Le 28 octobre 2015, a l'occasion des dix (10) ans d'existence, la Direction Nationale du Livre en Haïti (DNL) avait, honoré le jeune Leader Mondial pour l'alphabétisation et la lecture[12].
- En octobre 2015, il a reçu une plaque d’honneur du Comité français des bibliothèques internationales et de la documentation (CFIBD), ainsi que la Direction nationale du Livre (Haïti).
- En aout 2016, la mairie de Cité Soleil l'a donné un certificat comme étant un citoyen d'honneur de la Ville.